# Каменка (приток Туросны)
Ка́менка — река в Мещовском районе и Мосальском районе Калужской области. Приток Туросны.

## География
Каменка берёт исток в Мещовском районе.
Она впадает в Туросну на территории сельского поселения «село Боровенск».
Длина реки составляет ~7,4 км.
Примерно в километре от устья располагается деревня Изборово.